# Josef Schnorbach
Josef Schnorbach (* 26. Juli 1893 in Koblenz; † 22. August 1973 ebenda) war ein deutscher Verwaltungsangestellter und Politiker (CDU). Von 1946 bis 1960 war er Oberbürgermeister von Koblenz.

## Leben und Beruf
Schnorbach begann am 1. April 1907 sein Berufsleben als Verwaltungslehrling im Landratsamt von Koblenz. Danach folgte eine vierjährige Tätigkeit beim Bürgermeisteramt in Weißenthurm. Seit 1914 arbeitete er wieder in der Verwaltung der Stadt Koblenz.
Nachdem der NS-Oberbürgermeister Konrad Gorges im März 1945 vor den herannahenden amerikanischen Truppen geflohen war, beauftragte er zuvor Franz Lanters und Josef Schnorbach mit der Leitung der Stadt. Von den Amerikanern wurde am 8. Juni 1945 Wilhelm Kurth zum Oberbürgermeister bestimmt. Dieser ernannte Schnorbach zum Bürgermeister. 

## Wirken als Koblenzer Oberbürgermeister
Am 22. September 1946 wurde Schnorbach für zwei Jahre zum ehrenamtlichen Oberbürgermeister der Stadt Koblenz gewählt. Vorausgegangen waren die ersten freien Kommunalwahlen vom 15. September 1946, aus der die CDU als stärkste Fraktion im Stadtrat hervorging. Der erste frei gewählte Stadtrat wählte ihn am 1. Dezember 1948 für zwölf Jahre zum hauptamtlichen Oberbürgermeister.
Das Wirken von Schnorbach als Oberbürgermeister war bestimmt vom Wiederaufbau der Stadt nach dem Zweiten Weltkrieg. Koblenz lag nach den schweren Luftangriffen in Trümmern, die gesamte Infrastruktur war zerstört. In seine Amtszeit fällt ebenfalls die französische Besatzung und die Wiederbewaffnung der Bundeswehr. Erste Soldaten des Heeres zogen am 8. Februar 1957 in Kasernen auf dem Ehrenbreitstein ein und machen Koblenz in der Folgezeit zur größten Garnisonstadt der Bundeswehr im Kalten Krieg. Schnorbach begann mit dem Bau von Wohnsiedlungen auf der Pfaffendorfer Höhe und auf der Karthause. Die im Krieg beschädigte Städtische Festhalle ließ Schnorbach am 11. März 1952 sprengen und legte 1960 wenige Meter daneben den Grundstein zum Bau der Rhein-Mosel-Halle. Nachdem die Landesregierung von Rheinland-Pfalz nach Mainz umzog, wurde Koblenz als Entschädigung am 3. Juni 1952 Sitz des neu gegründeten Bundesarchivs. In Schnorbachs Amtszeit konnte der Wiederaufbau der Koblenzer Brücken gefeiert werden, so wurde 1953 die Pfaffendorfer Brücke und 1954 die Neue Moselbrücke wieder dem Verkehr übergeben. Das Freibad auf dem Oberwerth wurde unter ihm am 8. August 1954 eröffnet. In seiner Amtszeit stieg die Einwohnerzahl von Koblenz von 66.444 (1950) auf 99.240 (1961).
Schnorbach verstarb am 22. August 1973 und wurde auf dem Hauptfriedhof Koblenz beerdigt.

## Ehrungen
- 1951: Benennung des kleinen Rebgartens hinter dem Weindorf Koblenz in „Schnorbach-Brückstück“
- 1963: Ehrenbürgerschaft der Stadt Koblenz